# Emil Nolde
Emil Nolde, właściwie Hans Emil Hansen (ur. 7 sierpnia 1867 w Nolde pod Tønder (Szlezwik Północny, Dania), zm. 13 kwietnia 1956 w Seebüll w Niemczech) – niemiecki malarz i grafik pochodzenia duńsko-fryzyjskiego, jeden z głównych przedstawicieli niemieckiego ekspresjonizmu.

## Życie i działalność
Kształcił się jako snycerz we Flensburgu. Później studiował w Karlsruhe, Monachium i Paryżu. Od 1892 uczył w szkole rzemiosła artystycznego w Sankt Gallen. W 1898 osiadł w Berlinie, gdzie przyjął pseudonim artystyczny (1902) od nazwy rodzinnej miejscowości. Rok później osiedlił się na wyspie Als, ale sporo podróżował, m.in. do Azji i Oceanii. Od lutego 1906 do 1907 r. był związany z grupą „Die Brücke”, którą opuścił, nie potrafiąc pracować w grupie.
Początkowo pod wpływem postimpresjonizmu, po 1908 tworzył ekspresjonistyczne kompozycje graficzne i malarskie, o tematyce religijnej i symbolicznej (np. motyw z maskami). Jego twórczość odznaczała się uproszczoną formą i żywą, ostrą, barwną plamą oraz dążeniem do groteski i deformacji.
Z okazji 60. urodzin, jego prace w 1927 prezentowano w licznych miastach Niemiec. W zakupionym wówczas fryzyjskim majątku Seebüll artysta zaprojektował nawiązujący do stylistyki Bauhausu dom z atelier, gdzie odtąd tworzył i mieszkał.
W 1931 został członkiem Pruskiej Akademii Sztuk (Preußische Akademie der Künste). W pierwszych latach III Rzeszy głosił wyższość „sztuki germańskiej” i był zdeklarowanym antysemitą, czemu dał wyraz w książce Jahre der Kämpfe (1934). W 1933 został członkiem duńskiej sekcji NSDAP. Domagał się zakazu handlu dziełami sztuki francuskich impresjonistów, kubistów, surrealistów i prymitywistów.
Z zaskoczeniem przyjął zaliczenie go przez władze hitlerowskie w 1937 do grona twórców „sztuki zdegenerowanej”, składając odwołania do Josepha Goebbelsa. Podkreślał w nich swe zasługi w walce o „czystość niemieckiej sztuki” i członkostwo w NSDAP oraz usiłował przekonywać, że ekspresjonizm jest „rasowo czystą sztuką nordycką”. Mimo to, władze hitlerowskie skonfiskowały ponad tysiąc prac Noldego, niektóre przykładowo eksponując na monachijskiej wystawie „sztuki zdegenerowanej” w 1937. Przez Urząd ds. Sztuki III Rzeszy objęty też został restrykcyjnym nakazem zgłaszania każdej z nowych prac do cenzorskiej oceny. Skłoniło go to do ukrycia ok. 1300 akwarel z ostatniej fazy twórczości; w przyszłości stały się one podstawą dla kompozycji olejnych.
Był protestantem. Po wojnie przedstawiał się jako ofiara represji, a jego działalność z początków III Rzeszy mu zapomniano. W 1946 zmarła pierwsza żona Ada i w 1948 poślubił 26-letnią Jolantę Erdmann, córkę kompozytora Edwarda Erdmanna. Do roku 1951 stworzył jeszcze około stu obrazów olejnych. W 1952 odznaczony Pour le Mérite za Naukę i Sztukę.
W 2019 kanclerz Niemiec Angela Merkel zdecydowała o usunięciu jego prac z urzędu kanclerskiego ze względu na antysemityzm Noldego i jego poparcie wyrażone dla nazizmu. W odpowiedzi minister oświaty Szlezwiku-Holsztyna Karin Prien demonstracyjnie umieściła jego obraz w swym gabinecie.

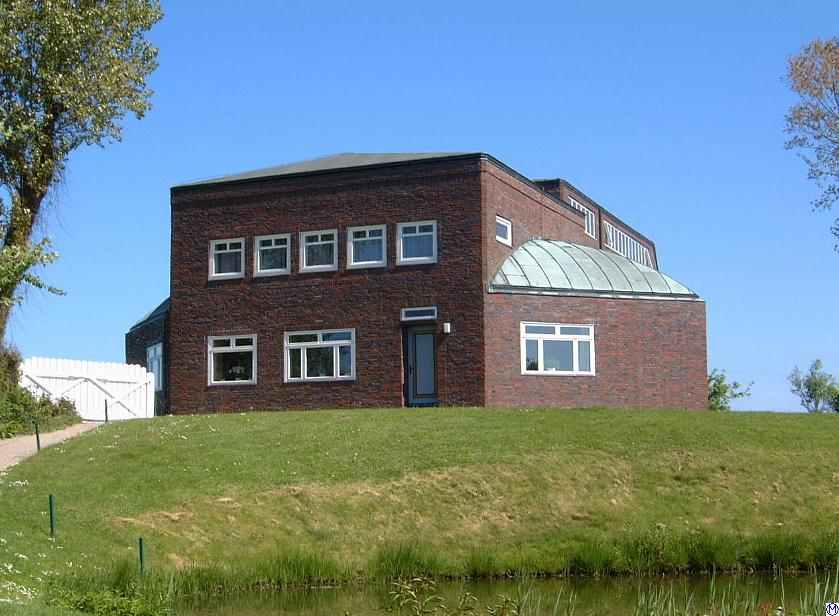
Muzeum Noldego w Seebüll

## Pamięć
Dom-pracownia w Seebüll stał się po częściowej przebudowie siedzibą muzeum prowadzonego przez Fundację Ady i Emila Nolde (Stiftung Seebüll Ada und Emil Nolde), gdzie prezentowany jest wybór prac artysty oraz część oryginalnego wyposażenia.
Nolde był autorem autobiograficznych publikacji zatytułowanych Das eigene Leben (Życie własne, 1931) i Jahre der Kämpfe (Lata walki, 1934).